# Lữ Tụng Hiền
Lữ Tụng Hiền (tiếng Trung: 呂頌賢, tiếng Anh: Jackie Lui Chung-Yin; sinh ngày 5 tháng 2 năm 1966) là một nam diễn viên người Hồng Kông. Anh từng là gương mặt nổi bật và diễn viên viên chủ chốt của Đài truyền hình ATV HongKong.
Anh chính thức gia nhập giới giải trí với tư cách là diễn viên của Đài truyền hình ATV HongKong vào năm 1989 và quay bộ phim đầu tay là No Way Out 1989, nhưng đến năm 1991 anh mới được khán giả biết đến nhiều khi đóng bộ phim Nhất Đỏ nhì Đen (chương trình truyền hình) cho đến năm 1994 anh rời Đài ATV HongKong và đầu quân cho Đài truyền hình TVB.